# Echinorhynchus acanthotrias
Echinorhynchus acanthotrias är en hakmaskart som beskrevs av Otto Friedrich Bernhard von Linstow 1883. Echinorhynchus acanthotrias ingår i släktet Echinorhynchus och familjen Echinorhynchidae. Inga underarter finns listade i Catalogue of Life.